# 歷史巨輪

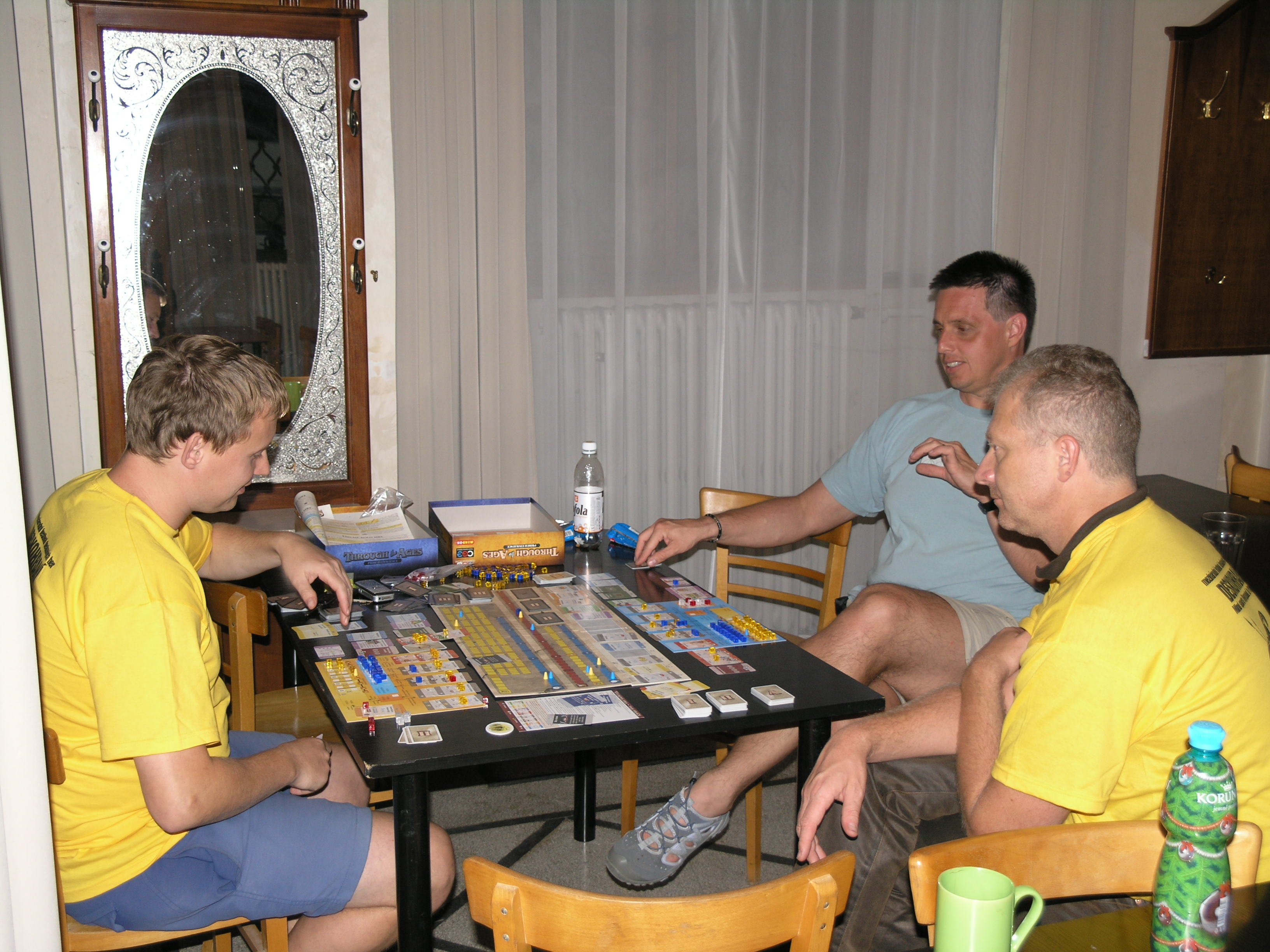
《历史巨轮》游玩现场

《历史巨轮：人类历史文明的故事》（捷克語：Through the Ages: Příběh civilizace），由弗拉達·赫瓦季爾在2006年於捷克游戏版本推出的2-4人文明類桌遊。

## 概述
從原始社會直至現代，並收錄了一些古今名人和名蹟，玩家須要築建自己的文明，並以最多文明分作為獲勝條件，非將對手的文明滅亡。除此之外，資源、軍事、政策、事件等因素也會影響整個遊戲進程。

## 發展
2015年，推出《歷史巨輪：人類文明新篇章》，對遊戲卡牌和規則稍微更改。此後玩家以06年版稱為「舊故事」，而對這版本稱為「新故事」。
2017年，推出手機版，以新篇章為準，次年再推出Steam版。2019年，推出擴充版，並新增些領導、奇蹟和政治牌。

## 榮譽和評價
《歷史巨輪》廣受大眾和業界美譽，曾在BoardGameGeek連續五年居於前五名內，「新故事」直至2021年為止也居於榜前。

### 新故事評價
Michael Weston在Opinionated Gamers評價「在每個地方做得幾近完美」，RPG.net也評價這桌遊「最好的現代遊戲之一」，Board Games Land給予評價「在市場上最詳細和深刻的文明類桌遊」。

### 獲獎
- 2007年General Strategy：International Gamers Awards
- 2017年BoardGameGeek：Golden Geek Award – Best Board Game App 、Best Mobile/Handheld
- 2010年：Gra Roku Game of the Year
- Pocket Tactics： Top Asynchronous Multiplayer Game: #2
- Stately Play： ‘The Readers’ Top Game of 2017
- Pocket Tactics：Reader’s Choice Game of the Year 2017
- Pocket Tactics：Card Game of the Year 2017
- Pocket Tactics：Multiplayer Game of the Year 2017
- iPadstory：Игра года – Game of the Year 2017
- Pixelated Cardboard：Game of the Year 、Developer of the Year

## 外部連接
- BoardGameGeek上的Through the Ages: A Story of Civilization
- BoardGameGeek上的Through the Ages: A New Story of Civilization
- Czech Board Games （页面存档备份，存于）